# دانکن (نبراسکا)
دانکن(به انگلیسی: Duncan) شهری در ایالت نبراسکا کشور ایالات متحده آمریکا است که جمعیت آن در سرشماری سال ۲۰۱۰ میلادی، ۳۵۱ نفر بوده‌است.